# Maryport
Maryport – miasto portowe i civil parish w Wielkiej Brytanii, w Anglii, w regionie North West England, w hrabstwie Kumbria, w dystrykcie (unitary authority) Cumberland. W 2011 roku civil parish liczyła 11 262 mieszkańców.